# Eddie Griffin
Edward James „Eddie” Griffin, Jr. (n. 15 iulie 1968) este un actor și comedian american. Este cel mai cunoscut pentru sitcomul Malcolm & Eddie unde apare împreună cu Malcolm-Jamal Warner și pentru rolul său din filmul de comedie Undercover Brother (Spion de cartier) din 2002.

## Biografie
Edward James Griffin s-a născut în Kansas City, Missouri, și a fost crescut de mama sa, Doris Thomas, care lucra ca operator la o companie de telefonie. Familia sa era de confesiunea Martorii lui Iehova. În 1984, la vârsta de 16 ani, s-a mutat în Compton, California, pentru a locui cu verișorii săi. Mai târziu, Griffin a devenit tată și s-a înrolat în Marina SUA, însă a fost concediat după câteva luni din cauza consumului de marijuana. Ulterior, a fost condamnat pentru agresiune în urma unei bătăi și a petrecut șase luni în închisoare. După ce a fost eliberat, a reușit să-și câștige existența prin dans și vopsirea caselor.

## Cariera
Într-o seară de open-mic la un club de comedie din 1989, Griffin a acceptat un pariu și a sărit pe scenă, reușind să impresioneze publicul cu poveștile sale despre familie. A început să-și facă cunoscut numele prin concerte de stand-up în oraș și la Los Angeles, iar o interpretare populară a fost versiunea sa gay a comicului Andrew Dice Clay. 
Clay l-a angajat ulterior să cânte în deschidere pentru el.
Odată ce a obținut un succes destul de mare în stand-up, Griffin a devenit legendar la The Comedy Store pentru că se oprea pentru a face seturi de invitați în serile cu microfon deschis și stătea pe scenă suficient de mult timp pentru a obosi publicul pentru nefericitul comic în devenire care trebuia să-l urmeze.
Griffin a apărut în mai multe filme, printre care The Meteor Man (1993), The Walking Dead (1995), David E. Talbert: A Fool & His Money (1997), Deuce Bigalow: Male Gigolo (1999), Double Take (2001), Undercover Brother (2002), John Q (2002), Scary Movie 3 (2003), Deuce Bigalow: European Gigolo (2005), Norbit (2007) și Urban Justice (2007).
De asemenea, a apărut în mai multe emisiuni de televiziune, inclusiv în Malcolm & Eddie (1996-2000) și Chappelle's Show într-o scenetă numită "World Series of Dice", în rolul lui Grits n' Gravy.
Griffin a colaborat cu Dr. Dre și a cântat pe două piese de pe albumul acestuia din 1999, 2001, precum și pe piesa de introducere de pe albumul Helter Skelter din 1996 al trupei The D.O.C.
De asemenea, Griffin a apărut în reclamele pentru Man Laws de la Miller Beer.
În 2011, specialul de stand-up comedy al lui Griffin, intitulat You Can Tell 'Em I Said It, a fost lansat pe DVD de Comedy Central.
În decembrie 2019, a fost lansat pe Showtime specialul său de stand-up comedy, E-Niggma.

## Viața personală
Griffin a avut o relație tensionată cu mama sa, iar la petrecerea sa de aniversare de 20 de ani, aceștia s-au certat, mama sa acuzându-l că i-a furat bijuterii, acuzație pe care Griffin a negat-o. După acest incident, Griffin nu și-a mai văzut mama timp de patru ani, până când aceasta a fost rănită într-un accident de mașină și s-a mutat înapoi în Los Angeles în martie 1992.
În ceea ce privește viața sa personală, Griffin s-a căsătorit de patru ori. Prima sa căsătorie a fost cu Carla în 1984, când avea doar 16 ani, iar cea mai recentă căsătorie a fost cu Ko Lee Griffin în 2017. 
În 2007, Griffin a fost implicat într-un accident cu un Ferrari Enzo, pe care l-a pierdut controlul în timpul unei curse de caritate. Deși a scăpat nevătămat, supercarul a fost grav avariat.
În timpul acuzațiilor de agresiune sexuală aduse lui Bill Cosby, Griffin a sugerat că acesta a fost victima unei conspirații, afirmând că mai mulți alți bărbați proeminenți de culoare ar fi putut fi victimele unor conspirații similare.
Griffin a fost criticat de comunitatea sikh pentru o remarcă insensibilă făcută la adresa unui bărbat sikh în vârstă după atacurile teroriste din 11 septembrie 2001. De asemenea, a fost acuzat de Seth Rogen că a făcut remarci antisemite într-un lift din Las Vegas.

## Filmografie
- Ultimul samaritean (1991)
- Cască ochii sau o-ncurci (2001)

## Legături externe
- Eddie Griffin la Allmovie
- Eddie Griffin la Internet Movie Database